# Джан Юджель
Джан Юджель (тур. Can Yücel, народне прізвисько Папа Джан; 1926, Стамбул, Туреччина — 1999, Датча, Туреччина) — один з видатних поетів Туреччини XX століття, журналіст, перекладач. Мова його лірики різка й прямолінійна, часто з використанням нецензурної лексики.

## Життєпис

### Дитинство
Батько Юджеля Хасан Алі Юджель був міністром освіти Туреччини (1938—1946). Він провів низку суттєвих реформ у системі освіти Туреччини і був засновником перших шкіл у селі (так званих «сільських інститутів»), які стали наріжним каменем розвитку освіти в сільських районах.
У зв'язку з призначенням батька на посаду міністра, Джан Юджель разом з родиною у віці 10 років переїжджає до Анкари. У цьому ж віці він починає писати вірші.
Джан Юджель обожнював батька, однак через високу зайнятість батько рідко бував удома. Пізніше Юджель розповість, що йому вдавалося залучити любов батька тільки хворобами. Коли діти хворіли, він обов'язково приїжджав, щоб бути з ними поруч. Поет ніколи не перестане захоплюватися енергією, силою характеру, ідейністю цієї людини. Пізніше любов Джан Юджеля до батька виллється в його теплі і сердечні вірші.

### Молодість
Джан Юджель вступив до Анкарського університету на один з найпрестижніших факультетів — факультет мови й історії, де вивчав латинську й грецьку мови. В університеті він захопився лівими марксистськими ідеями. Однак політичні захоплення сина не сподобалися батькові, і він відправив Джан Юджеля в Лондон, де молодий поет вступив до Кембриджського університету. Там він познайомився з відомим філософом, його викладачем Бертраном Расселом.
Однак Лондон не сподобався юному поетові, він також зізнався батькові, що його знання латинської мови не достатні для вимог Кембриджу. Молодий Джан переїжджає на навчання в Париж. Франція вразила його. Він познайомився з багатьма майбутніми митцями Туреччини Бедрі Рахмі, Авні Арбашем, Шаді Чаликом. У Франції через нестачу грошей, йому доводилося підробляти простим продавцем.
Вже в студентські роки його роботи почали друкувати в турецьких журналах і газетах.

### Зрілі роки
1953 року він повернувся до Туреччини. Його призвали в армію і відправляють на війну в Корею.
Після повернення в Туреччину, він почав працювати перекладачем.
Незабаром він одружився. Разом з дружиною Гюлер вони поїхали в Лондон. Гюлер, як художниця-початківець, планувала там розвивати свої таланти. В Англії у них народилося троє дітей, дві дівчинки, Гюзель і Су, і хлопчик Хасан. Сім'я проводить в Англії п'ять років.
Джан Юджель працює перекладачем у кількох посольствах, а також у Турецькому відділенні новинного радіоканалу BBC. У січні 1963 року помер великий турецький поет Назим Хікмет. Джан, глибоко вражений смертю поета-революціонера, разом з друзями випив надміру алкоголю. Через сп'яніння, він не зміг вийти на роботу, тому на каналі BBC не вийшла новина про смерть поета. Роботодавці вирішили, що Джан Юджель через смерть поета оголосив страйк і звільнили його. Залишившись без роботи, Юджель повернувся в Туреччину.
У Туреччині він працював у туристичному агентстві в місті Мармарис. Його дружина викладала в Мармарському університеті. Пізніше він працював у Бодрумі. Вони переїхали в Стамбул, де поет почав працювати в газеті «Новий ранок», поглиблено займатися перекладами.
Незабаром, з формуванням глибоких політичних поглядів, він став членом Робітничої партії Туреччини. Через державний переворот, здійснений 12 березня 1971 року турецькою армією, нові урядові сили закрили Робітничу партію. Як і тисячі турецьких громадян, Джана Юджеля звинуватили в спротиві. За переклад книг про життя Че Гевари, Мао Цзедуна і книги одного з американських генералів Джана Юджеля засуджено на сім з половиною років позбавлення волі. У в'язниці він не один, а з багатьма представниками турецької інтелігенції, — письменниками, поетами, журналістами, звинуваченими в протидії політиці держави. 1974 року Юджеля звільнено за амністією. Він багато писав у в'язниці, і продовжив свою творчу діяльність на волі. Друком вийшло багато його книг.

## Творчість
Джан Юджель присвятив свою лірику відкритим, чесним, рішучим, зухвалим людям, подіям, життю, ідеям. Його слова прості, але гострі.
В одному з інтерв'ю, розповідаючи про себе журналісту, він описує історію знайомства його батька і матері. Мама довго збиралася на перше побачення. Сім'я матері була дуже бідною. Найкрасивіша сукня належала старшій сестрі. Мати хотіла одягти саме її на побачення, але, оскільки сукня виявилася завеликою, її довелося сколювати шпильками просто на юній дівчині. На першому побаченні, після довгої бесіди, відчуваючи палкі почуття до майбутньої дружини, батько спробував міцно її обійняти і поцілувати. І саме тут одна зі шпильок розкрилася й боляче вколола батька. В той день народилося кохання двох юних сердець, і саме в той день, за словами Джана Юджеля, народився і він, гострий, як голка.
Використовуючи нецензурну лірику, він тільки підсилює різкість своїх слів. Однак багато його критиків погоджуються, що прості й часто грубі слова підсилюють їх яскравість і значущість. Часто вони підсилюють дію його іронії та сарказму.

### Переклади
Джан Юджель також перекладав великих поетів і письменників світу. Так, йому належать чудові переклади турецькою мовою робіт Шекспіра, американо-англійського поета, драматурга і літературного критика Томаса Стернза Еліота, англійського поета, драматурга і публіциста Ділана Томаса, іспанського соціаліста, поета і драматурга Федеріко Гарсія Лорки, німецького комуніста, поета, прозаїка і драматурга Бертольда Брехта.

## Книги
- Yazma (1950) Письменництво
- Her Boydan (1959, Çeviri Şiirler) Всіх розмірів (1959, переклад лірики)
- Sevgi Duvarı (1973) Стіна кохання
- Bir Siyasinin Şiirleri (1974) Вірші одного політика
- Ölüm ve Oğlum (1976) Смерть і мій син
- Şiir Alayı (1981) Поема взводу (його перші 4 книги в одній)
- Rengâhenk (1982) Гармонія кольору
- Gökyokuş (1984) Підйом в небо
- Beşibiyerde (1985) Браслет з п'яти кілець (п'ять книг в одній)
- Canfeda (1985) Жертвоприношення життя
- Çok Bi Çocuk (1988) Занадто хлопчик
- Kısa Devre (1990) Короткий період
- Kuzgunun Yavrusu (1990) Дитина ворона
- Gece Vardiyası (1991) Нічна зміна
- Güle Güle-Seslerin Sessizliği (1993) Бай-бай-тиша звуків
- Gezintiler (1994) Прогулянки
- Maaile (1995) Мааїле
- Seke Seke (1997) Стрибай, стрибай
- Alavara (1999) Алавара
- Mekânım Datça Olsun (1999) Моє місце Датча